# Айк Мнацаканян
Айк Мнацаканян е (на арменски Հայկ Մնացականյան) е български борец от арменски произход. Състезава се на Летните олимпийски игри през 2020 г., провели се през 2021 г.

## Биография
Роден е на 14 октомври 1995 г. в град Ахалкалаки, Грузия.
Печели два бронзови медала в класически стил в категория 72 кг на Световното първенство по борба през 2018 г. в Будапеща и на Световното първенство по борба през 2019 г. в Нур Султан, Казахстан.
 На летните олимпийски игри в Токио се състезава в категория 77 кг., но отпада на осминафиналите от хърватина Божо Старчевич.

## Успехи
- Световно първенство по борба 2018, Будапеща – бронзов медал
- Световно първенство по борба 2019, Нур Султан – бронзов медал
- Европейско първенство по борба 2019, Букурещ – бронзов медал
- Европейско първенство по борба 2022, Будапеща – бронзов медал